# Excalibur (periodico)
Excalibur è stata una rivista di giochi, principalmente giochi di ruolo, edita dalla Stratelibri che si occupava principalmente delle produzioni e degli eventi di questa casa editrice.
Fondata da Giovanni Ingellis, il primo numero della rivista è del dicembre 1991 mentre l'ultimo dell'ottobre 1998 per un totale di 54 numeri. All'interno della rivista era possibile trovare avventure ed articoli, recensioni, interviste e altro materiale di gioco. La difficile situazione della casa editrice, unita al peggioramento del mercato di giochi di ruolo, portò alla chiusura della testata che resta la seconda più longeva, dopo Kaos.
Alla redazione del giornale hanno collaborato come autori Pierdomenico Baccalario, Christian Antonini, Christian Hill e Fabio Fracas.